# Кадук венесуельський
Кадук венесуельський (Myrmotherula cherriei) — вид горобцеподібних птахів родини сорокушових (Thamnophilidae). Мешкає в Колумбії, Венесуелі, Бразилії та Перу. Вид названий на честь американського натураліста Джорджа Крака Черрі.

## Опис
Довжина птаха становить 9-10 см, вага 7-9 г. Самець пістрявий, чорно-білий. Голова, груди і плечі самиці рудувато-коричневі.

## Поширення і екологія
Венесуельські кадуки поширені на південному сході Колумбії (від Вічади і Мети до Ваупесу), на південному заході Венесуели (Амасонас) і на північному заході Бразилії (басейн Ріу-Неґру і Ріу-Бранку). Окрема популяція мешкає в Перу, в долинах річок Тіґре і Нанай в регіоні Лорето. Венесуельські кадуки живуть в чагарникових узліссях галерейних лісів, і у варзейських лісах на висоті до 500 м над рівнем моря.